# Dioszeghyana schmidti
Dioszeghyana schmidti is een vlinder uit de familie uilen (Noctuidae). De wetenschappelijke naam is voor het eerst geldig gepubliceerd in 1935 door Dioszeghy.
De soort komt voor in Europa.